# Birger Holmqvist
Birger Ivar Holmqvist, detto Bigge (Stoccolma, 28 dicembre 1900 – Bromma, 9 aprile 1989), è stato un hockeista su ghiaccio svedese.

## Palmarès

### Olimpiadi invernali
- Argento a Sankt Moritz 1928 nell'hockey su ghiaccio.

### Europei
- Oro a Anversa 1923.
- Argento a Chamonix 1924.